# Matt Alonzo
 (août 2014).
Si vous disposez d'ouvrages ou d'articles de référence ou si vous connaissez des sites web de qualité traitant du thème abordé ici, merci de compléter l'article en donnant les références utiles à sa vérifiabilité et en les liant à la section « Notes et références ».
Matthew Alonzo, né le 16 avril 1985 à Carpinteria en Californie, est un éditeur et directeur de clips vidéos américain.
Il a dirigé et édité des clips pour de célèbres artistes de R&B, de rap et de rock.

## Biographie
Alonzo a grandi dans une famille d'ouvriers dit Blue-collar. Sa passion pour le cinéma lui est venue à l'âge de neuf ans, quand il a commencé à s'intéresser à l'appareil photo et à la création de courts-métrages. Après avoir réalisé qu'il avait un talent de cinéaste au lycée[non neutre], Alonzo a choisi de poursuivre ses études à la Brooks Institute, afin d'acquérir des compétences professionnelles dans le montage et la réalisation de vidéos.

## Carrière
Il a réalisé et monté le concert de Lil Wayne Gossip qu'il a diffusé en ligne sur YouTube. La vidéo a été visionnée plus de 10 millions de fois[réf. nécessaire]. Il s'est ensuite lié avec DJ Skee à Skee.TV et est devenu un partenaire de cette entreprise. Au début de l'année 2011, il a quitté Skee.TV et a créé sa propre société de production Creative Artists.
Alonzo obtient de nombreux éloges pour ses clips vidéos avec des visionnages atteignant les 100 millions de téléspectateurs[réf. nécessaire] avec des artistes tels que The Game, Soulja Boy, Ice Cube, Pitbull, New Boyz, Chris Cornell, The Clipse, Cypress Hill, Xzibit, Far East Movement et bien d'autres.
Le clip Like A G6 réalisé par Alonzo pour Far East Movement a été nommé pour un Award au  MTV Video Japan Award dans la catégorie Meilleur Clip hip-hop[réf. nécessaire].
À la fin de l'année 2010, Alonzo a signé avec ICM Partners pour la représentation d'un long métrage. Il est actuellement représenté par Lark Creative pour la représentation de ses clips vidéo.